# Carlo Gozzi
Carlo Gozzi (ur. 13 grudnia 1720 w Wenecji, zm. 4 kwietnia 1806 tamże) – włoski dramatopisarz, autor udramatyzowanych baśni takich jak: Księżniczka Turandot i Miłość do trzech pomarańczy. Jego starszym bratem był pisarz i dziennikarz wenecki Gaspare Gozzi.

## Życiorys
Urodzony w Wenecji, pochodził ze starej weneckiej rodziny. Długi jego ojca kazały mu poszukiwać zajęcia w wieku szesnastu lat. Dołączył do armii weneckiej stacjonującej w Dalmacji; trzy lata później powrócił do Wenecji, gdzie prędko uzyskał reputację jako najinteligentniejszy członek towarzystwa Granelleschi, do którego dostęp dały mu jego poematy satyryczne. Towarzystwo to gromadziło najlepszych literatów weneckich. Jednym z jego celów było zachowanie starej toskańskiej literatury.
Dramaty, które pisali Pietro Chiari i Carlo Goldoni na wzór francuski (Molier), zagroziły pozycji i działalności towarzystwa. Gozzi napisał w jej obronie: satyrę; La tartana degli influssi per l'anno 1756 (w roku 1757), a w roku 1761 komedię: Miłość do trzech pomarańczy, lub: Analisi riflessiva della fiaba L'amore delle tre melarance, parodia poetów piszących na wzór francuski. By wykonać komedię zwrócił się do trupy Sacchiego, która przez sukcesy Chiariego i Goldoniego niemal upadła. 
Satyra Miłość do trzech pomarańczy zawierała wiele elementów bajkowych, co było zupełną innowacją w tej epoce. Gozzi zaskoczony powodzeniem stworzył całą serię bajek, które wysoko potem oceniali: Johann Wolfgang von Goethe, Friedrich Schiller, Madame de Staël i Jean de Sismondi. Jedną z nich Turandot o Re Turandote, przetłumaczył Friedrich Schiller na język niemiecki.